# Reprezentacja Szkocji U-21 w piłce nożnej mężczyzn
Reprezentacja Szkocji U-21 w piłce nożnej – młodzieżowa reprezentacja Szkocji sterowana przez Szkocki Związek Piłki Nożnej. Jej największym sukcesem jest półfinał Mistrzostw Europy 1982. Reprezentacja powstała w 1976 roku, kiedy to UEFA wprowadziła nowe zasady odnośnie do młodzieżowych reprezentacji piłkarskich – drużyny do lat 23 zostały zastąpione przez zespoły do lat 21.

## Bieżące rozgrywki
Obecnie Reprezentacja Szkocji U-21 uczestniczy w eliminacjach do Mistrzostw Europy, które odbędą się w 2013 roku w Izraelu.

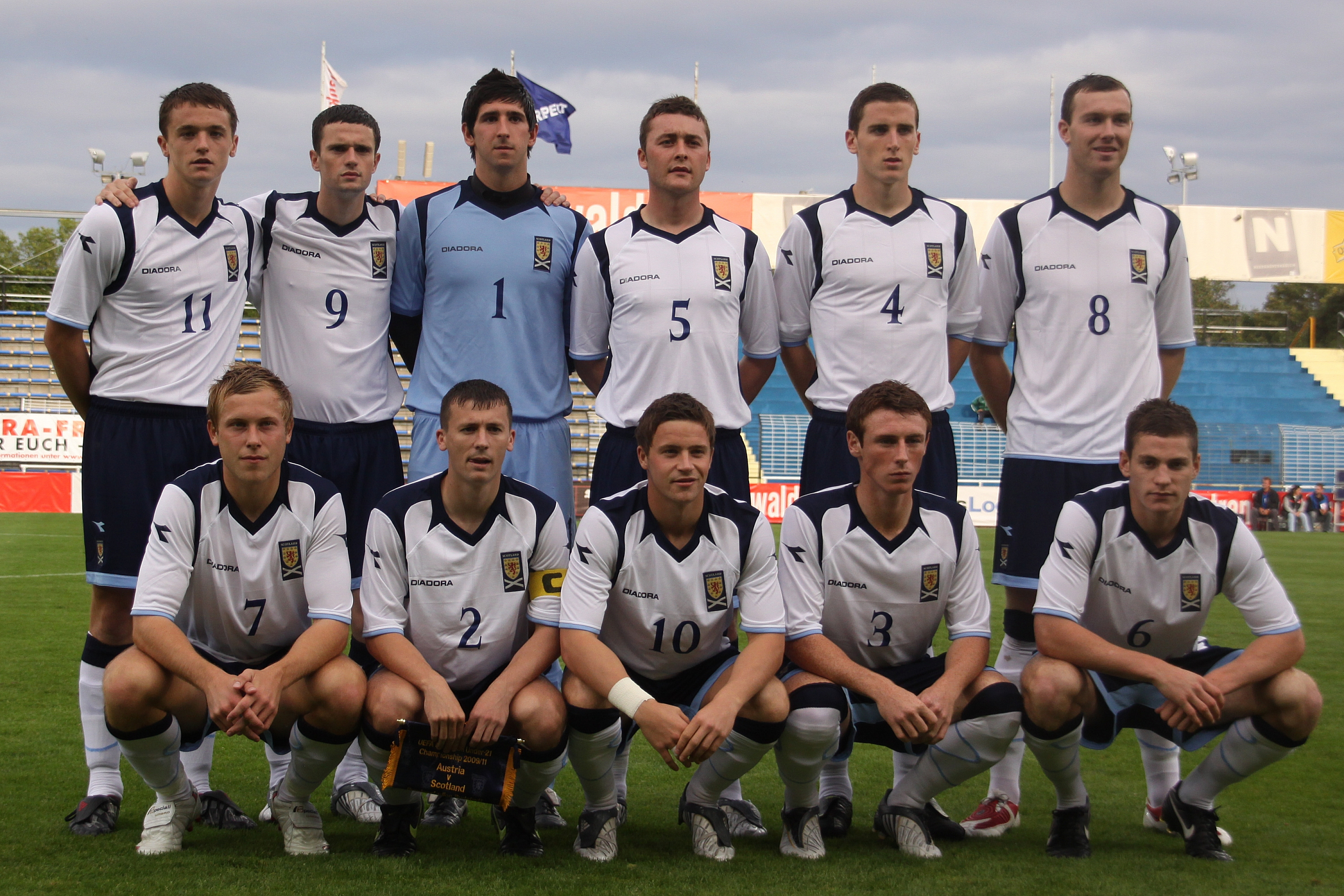
Reprezentacja Szkocji U-21 we wrześniu 2009 przed meczem z Austrią.

| Zespół          | Pkt | M | W | R | P | Br+ | Br- | +/- |
| --------------- | --- | - | - | - | - | --- | --- | --- |
| Holandia U-21   | 6   | 2 | 2 | 0 | 0 | 5   | 0   | +5  |
| Austria U-21    | 3   | 1 | 1 | 0 | 0 | 4   | 1   | +3  |
| Szkocja U-21    | 1   | 1 | 0 | 1 | 0 | 0   | 0   | 0   |
| Bułgaria U-21   | 1   | 2 | 0 | 1 | 1 | 0   | 1   | -1  |
| Luksemburg U-21 | 0   | 2 | 0 | 0 | 2 | 1   | 8   | -7  |

Stan na: 6 września 2011

## Występy w ME U-21
- 1978: Nie zakwalifikowała się
- 1980: Ćwierćfinał
- 1982: Półfinał
- 1984: Ćwierćfinał
- 1986: Nie zakwalifikowała się
- 1988: Ćwierćfinał
- 1990: Nie zakwalifikowała się
- 1992: Półfinał
- 1994: Nie zakwalifikowała się
- 1996: Czwarte miejsce
- 1998: Nie zakwalifikowała się
- 2000: Nie zakwalifikowała się
- 2002: Nie zakwalifikowała się
- 2004: Nie zakwalifikowała się
- 2006: Nie zakwalifikowała się
- 2007: Nie zakwalifikowała się
- 2009: Nie zakwalifikowała się
- 2011: Nie zakwalifikowała się
- 2013: Nie zakwalifikowała się
- 2015: Nie zakwalifikowała się
- 2017: Nie zakwalifikowała się
- 2019: Nie zakwalifikowała się

## Trenerzy
- Andy Roxburgh (1975-1982)
- Walter Smith (1982-1986)
- Craig Brown (1986-1993)
- Tommy Craig (1993-1998)
- Alex Smith (1998-2002)
- Rainer Bonhof (2002-2005)
- Maurice Malpas (2007)
- Archie Knox (2006-2007)
- Billy Stark (od 2008-2014)
- Ricky Sbragia (od 2014-2016)
- Scot Gemmill (od 2016)

## Rekordziści
Najwięcej występów w reprezentacji
| # | Nazwisko         | Lata gry w reprezentacji | Mecze |
| - | ---------------- | ------------------------ | ----- |
| 1 | Christian Dailly | 1990-1996                | 35    |
| 2 | Steven Pressley  | 1993-1996                | 27    |
| 3 | Allan Campbell   | 2017–2020                | 24    |
| 4 | Paul Hanlon      | 2009–2012                | 23    |
| 5 | Craig Easton     | 1997–2001                | 22    |
| # | Gary Naysmith    | 1996–1999                | 22    |
| # | Glenn Middleton  | 2018-2022                | 22    |

Najwięcej goli w reprezentacji
| # | Nazwisko      | Lata gry w reprezentacji | Gole |
| - | ------------- | ------------------------ | ---- |
| 1 | Fraser Hornby | 2018–2020                | 10   |
| 2 | Jordan Rhodes | 2011–2012                | 8    |
| # | Scott Booth   | 1990–1993                | 8    |
| 3 | Chris Maguire | 2008–2010                | 6    |
| # | Jamie Murphy  | 2008–2010                | 6    |
| # | Jim Hamilton  | 1995–1997                | 6    |
| # | Mark Burchill | 1998–2001                | 6    |